# OIRT-Band
Als OIRT-Band (bis 1960 OIR-Band) wird ein in Russland und einigen benachbarten Ländern für den UKW-Rundfunk genutzte Frequenzbereich zwischen 65,8 MHz und 74 MHz bezeichnet. Das Frequenzband wurde in der Sowjetunion und bis in die 1990er Jahre auch in anderen bisher kommunistischen Staaten genutzt. Heute senden noch Stationen in Russland, Belarus, der Ukraine und der Republik Moldau in dem Bereich.

## Geschichte
Die Bezeichnung OIRT-Band stammt von der Rundfunk- und Fernsehorganisation Organisation Internationale de Radiodiffusion et de Télévision (OIRT), die ihren Sitz in Prag hatte. Sie galt als das „sozialistische Pendant“ zur westeuropäischen European Broadcasting Union (EBU). Es gab von der OIRT auch für den Fernsehempfang einen von der CCIR 601 abweichenden Fernsehstandard.
In den 1950er Jahren begann der UKW-Hörfunk in der Tschechoslowakei, Polen und Ungarn zunächst im CCIR-Band. In der Folgezeit mussten die Länder jedoch nach dem von der OIRT ausgearbeiteten Wellenplan in das neu geschaffene OIRT-Band wechseln. Nur in der DDR und in Jugoslawien waren nie Sender im OIRT-Band aktiv.
Nach der Wende in Europa und der Auflösung der OIRT im Jahr 1992 wechselten zahlreiche ehemalige Mitgliedsländer der OIRT in den weltweit verwendeten Frequenzbereich des VHF-Bands II von 87,5 bis 108,0 MHz. Zur Unterscheidung der beiden Frequenzbänder setzten sich auch die Begriffe FM low oder FM-OIRT für das OIRT-Band und FM high oder FM-CCIR für das Band II durch. Heute sind Radiogeräte auf dem Markt, die beide Bänder empfangen können. Das Frequenzraster im OIRT-Band ist mit 10 kHz feiner als im CCIR-Band, in dem 50 kHz Standard sind.

## OIRT-Ausstrahlungen nach 1990
Tschechien schloss als erstes Land die komplette Umrüstung seiner UKW-Sender auf FM-CCIR ab. Im Baltikum, Ungarn, Rumänien, Bulgarien und den meisten GUS-Staaten ist die Umstellung heute auch weitgehend vollzogen. Einzelne Sender blieben im OIRT-Bereich aktiv.
In Russland, Belarus, der Ukraine und der Republik Moldau wird das OIRT-Band weiterhin intensiv genutzt. Auch diese Länder haben aber inzwischen das CCIR-Band freigegeben, in dem insbesondere neuere Programme und Privatsender Platz gefunden haben. Autoradios aus nicht-russischer Produktion können den OIRT-Bereich nicht empfangen, was zu einem weiteren Popularitätsverlust führt.
Die Frequenzen des OIRT-Bandes werden in Westeuropa für andere Zwecke genutzt. Im unteren Bereich bis 68 MHz lag der analoge Fernsehkanal 4. Der Frequenzbereich darüber ist in Deutschland laut Frequenzplan der Bundesnetzagentur dem mobilen Betriebsfunk, mobilen Landfunkdienst und dem Eisenbahnfunk zugeteilt.
Einen vom weltweiten Standard abweichenden UKW-Frequenzbereich gibt es außer in den OIRT-Staaten noch in Japan, hier sendet der Hörfunk auf den Frequenzen 76 bis 90 MHz.